# خربق دائري الأوراق
الخَربَق دائري الأوراق أو  خَرْبَق مستدير الأوراق نوع نباتي يتبع جنس الخَربَق من الفصيلة الحوذانية.

## الموئل والانتشار
موطن هذا النوع البلقان حيث ينتشر في ألبانيا وبلغاريا واليونان.

## الوصف النباتي
النبات عشبي معمر من جنس الخربق تعلو نحو ٣٠ سم. أوراقها قرصية التجميع مستديرة الشكل سباعية أو تساعية التشريم، الوريقات بارزة العروق، زباء النصل على الصفحة السفلى. ساقها شمراخية تحمل من ٣ إلى ٤ أزهار كبيرة القد عطرية العرف لونها إلى الأخضر الفستقي. ازهراره يستمر من نيسان إلى أيار.